# Fatuma Ibrahim Ali
Fatuma Ibrahim Ali  est une femme politique kényane, ancienne députée et ancienne commissaire de la Commission nationale des droits de l'homme du Kenya, d'origine somalienne. 

## Biographie
Diplômée en agriculture et économie domestique au Kenya, Fatuma obtient une maîtrise en vulgarisation agricole à l'Université de Reading au Royaume-Uni. 
Elle est nommée commissaire de la Commission nationale des droits de l'homme du Kenya, en 2003,.  En mars 2013, elle se fait élire députée sur la liste du Mouvement démocratique orange, répresentant le comté de Wajir.  Elle devient membre de l'Assemblée législative de l'Afrique de l'Est, représentant le Kenya de 2017 à 2022. 

### Note
- (en) Cet article est partiellement ou en totalité issu de l’article de Wikipédia en anglais intitulé « Fatuma Ibrahim Ali » (voir la liste des auteurs).